# 小行星3477
小行星3477（英語：3477 Kazbegi）是一颗围绕太阳公转的小行星。1979年5月19日，R. M. West在拉西拉天文台发现了此天体。
这颗小行星的绝对星等为97.08874等。